# Anthony Stokes
Anthony Stokes, född 25 juli 1988 i Dublin, är en irländsk fotbollsspelare (anfallare). Han har representerat Irlands landslag.

## Karriär
I juli 2019 värvades Stokes av turkiska Adana Demirspor, där han skrev på ett tvåårskontrakt med option på ytterligare ett år. I november 2019 lämnade Stokes klubben.